# Elezioni parlamentari in Algeria del 1962
Le elezioni parlamentari in Algeria del 1962 si sono tenute il 28 settembre per l'elezione dell'Assemblea costituente; si tratta delle prime elezioni dal raggiungimento dell'indipendenza.

## Risultati
| Liste                           | Voti      | %     | Seggi |
| ------------------------------- | --------- | ----- | ----- |
| Fronte di Liberazione Nazionale | 5 267 324 | 99,7  | 196   |
| Contro                          | 18 860    | 0,4   | -     |
| Totale                          | 5 286 004 |       | 196   |
| Schede bianche/nulle            | 16.290    |       |       |
| Votanti                         | 5.302.294 | 83,79 |       |
| Elettori                        | 6.328.415 |       |       |